# Mount Taranaki
Mount Taranaki eller Mount Egmont är en 2 518 meter hög sovande stratovulkan i regionen Taranaki på nordön i Nya Zeeland. Taranaki är det maoriska namnet på berget och Egmont det engelska. Det har en snöklädd topp och en ovanligt symmetrisk konisk form. För att berget är så pass likt det japanska berget Fuji så fick Taranaki föreställa Fuji i Tom Cruise-filmen Den siste samurajen. 
Mount Taranaki ligger i Egmont nationalpark. Dess lägre sluttningar är till stora delar beklädda med skog. En andra mindre vulkankon, kallad Fanthams Peak, ligger söder om den stora vulkankonen. Norr om Mount Taranaki ligger flera eroderade rester av äldre utslocknade vulkaner.

## Utbrott
Mount Taranaki är geologiskt sett ungt. De vulkaniska utbrotten började för omkring 130 000 år sedan. De senaste måttliga utbrotten skedde 1755 och det senaste stora utbrottet skedde runt 1655. De senaste undersökningarna visar att mindre utbrott har skett med 90 års mellanrum och större utbrott med 500 års mellanrum över de senaste 9 000 åren. Minst fem av utbrotten har lett till att vulkankonen kollapsat.
Utbrotten och kollapserna har påverkat landskapet runt omkring vulkanen, lavaflödena har nått 7 kilometer bort och det pyroklastiska flödet 15 kilometer bort och jordskred har orsakats upp till 40 kilometer från vulkankonen.